# Isola Loks Land
L'isola Loks Land è un'isola del Canada, situata nella baia di Frobisher e appartenente all'arcipelago artico canadese. Dal punto di vista amministrativo essa appartiene al territorio di Nunavut.